# روبرت ماك كول
روبرت مارتن ماكول والمعروف باسم روب ماكول من مواليد سنة 1973، هو مُطَوِّر ومهندس برامج الحاسوب.

## السيرة الذاتية
كان ماكول مُؤَلِّف خادم الويب NCSA HTTPd الأصلي (المعروف لاحقًا باسم خادم أباتشي) وكذا الملفات httpd.conf الموزعة حتى إصدار أباتشي 2.2 والتي كانت تتضمن تعليقات موقعة باسمه كما هُو مُوضح في الاقتباس أسفل هذه الفقرة.
| ## httpd.conf—Apache HTTP server configuration file## ## httpd.conf -- Apache HTTP server configuration file ## # # Based upon the NCSA server configuration files originally by Rob McCool. # # This is the main Apache server configuration file. It contains the # configuration directives that give the server its instructions. # See <URL:http://www.apache.org/docs/> for detailed information about # the directives. |

لقد كتب النسخة الأولى عندما كان طالبًا جامعيًا في جامعة أوربانا شامبين في إلينوي ، حيث كان يعمل مع فريق NCSA Mosaic (المتصفح الذي عمَّم إسغلال خدمات الشبكة العنكبوتية).
كما التحق شقيقه التوأم مايك بـ جامعة أوربانا شامبين في إلينوي وانضم إلى فريق موزايك للعمل على منَفِّذٍ لبرنامج موزايك ليُنَفذَ على حواسيب ماكنتوش لشركة ابل. حصل الإخوة على درجات البكالوريوس من الجامعة نفسها عام 1995.
من بين أشهر مساهمات روبرت ماكول العديدة إسهامه في صياغة المواصفات الأولية لواجهة المعابر العامة (CGI) ، كما عمِل بالتعاون مع آخرين في الإشراف على قائمة المراسلات www-talk ، وتوفير ثبيت مرجعي لـ لواجهة المعابر العامة في إصدارها الـ 1.0 من خادم الويب NCSA HTTPd، ثم تحولت مواصفات واجهة المعابر العامة ، التي تم تقديمها في ديسمبر 1993 ، إلى عنصر رئيسي في جعل شبكة الويب العالمية ديناميكية وتفاعلية الاستخدام.
كان ماكول أحد موظفي نتسكيب الأوائل، حيث ساهم في Netscape Enterprise Server (على سبيل المثال، NSAPI) وأنظمة أخرى تنفذ من جانب الخادم.

## وصلات خارجية
- الموقع الرسمي